# Sindia
Sindia ist ein Ort am Rande der Planargia in der Provinz Nuoro in der italienischen Region Sardinien mit 1593 Einwohnern (Stand 31. Dezember 2023).
Sindia liegt 70 km westlich von Nuoro und 12 km westlich von Macomer. Die Nachbargemeinden sind Macomer, Pozzomaggiore und Semestene (alle SS), sowie Sagama, Scano di Montiferro und Suni (alle OR). In Ortsnähe befinden sich das Gigantengrab von Furrighesu, der Dolmen von Nela und eine zerstörte Nuraghe.
Sindia besitzt einen Bahnhof an der schmalspurigen Bahnstrecke Macomer–Bosa, der in den Sommermonaten vom Trenino Verde bedient wird.
Östlich von Sindia liegt die Landkirche Santa Maria di Corte, ein Seitenschiff der Abteikirche des ehemaligen Zisterzienserklosters Cabuabbas. Die Kirche ist ein Halt des Trenino Verde.

## Einzelnachweise

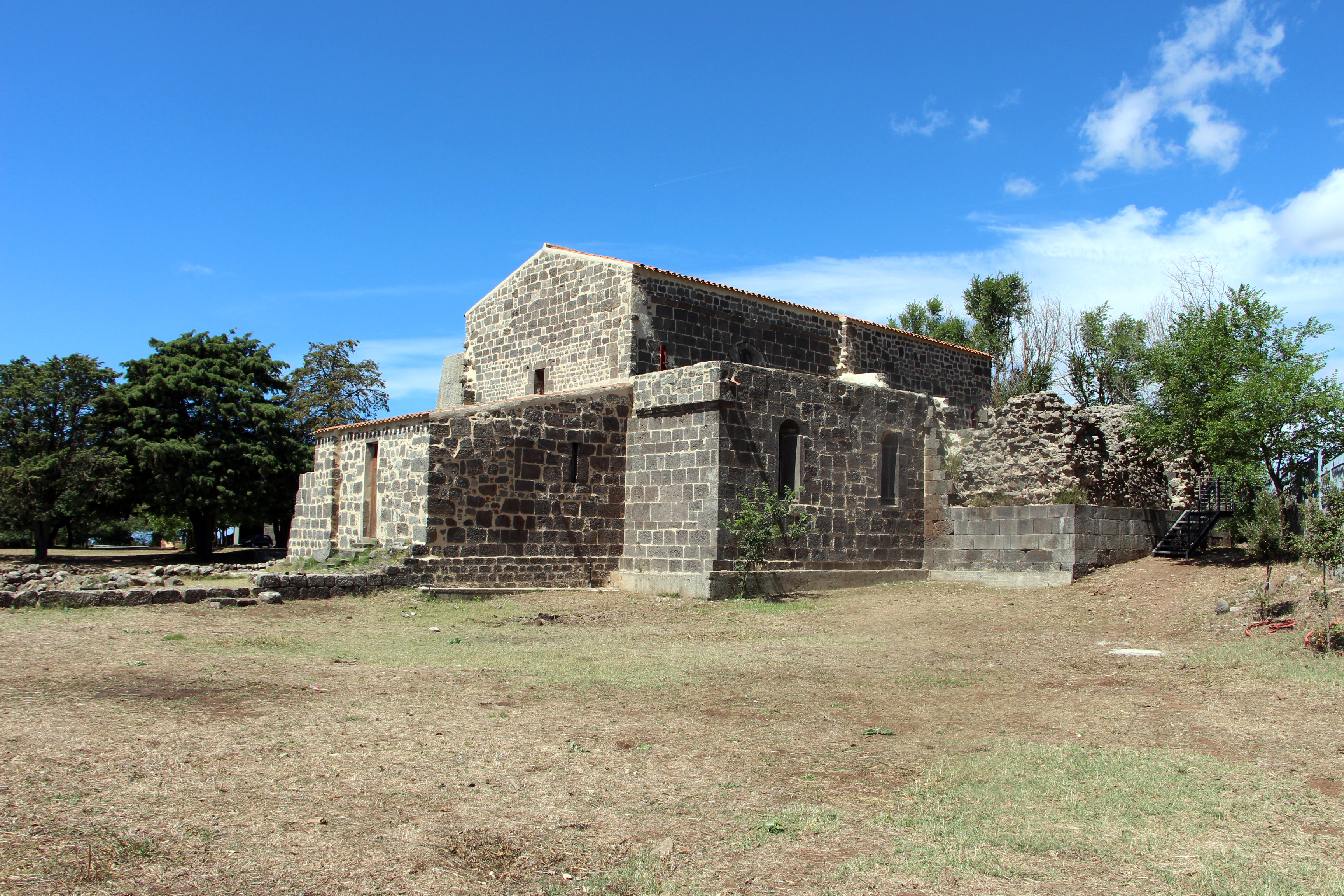
Nostra Signora di Corte